# Вістка-Крулевська
Вістка-Крулевська (пол. Wistka Królewska) — село в Польщі, у гміні Влоцлавек Влоцлавського повіту Куявсько-Поморського воєводства.
Населення — 197 осіб (2011).
У 1975-1998 роках село належало до Влоцлавського воєводства.

## Демографія
Демографічна структура станом на 31 березня 2011 року:
|          | Загалом | Допрацездатний вік | Працездатний вік | Постпрацездатний вік |
| -------- | ------- | ------------------ | ---------------- | -------------------- |
| Чоловіки | 101     | 23                 | 69               | 9                    |
| Жінки    | 96      | 14                 | 67               | 15                   |
| Разом    | 197     | 37                 | 136              | 24                   |